# De rover Hoepsika
De rover Hoepsika is een Nederlandstalige jeugdroman, geschreven door Paul Biegel en uitgegeven in 1977 bij Uitgeverij Holland in Haarlem. Het boek, waarvan de eerste editie geïllustreerd werd door Carl Hollander, is achtereenvolgens vertaald in het Engels (1978), Frans (1980), Afrikaans (1984), Spaans (1986) en Grieks (1998), en verscheen eerder als feuilleton in het tijdschrift Donald Duck.

## Inhoud
Wanneer zijn moeder komt te overlijden besluit Hoepsika rover te worden. Op zijn paard reist hij over landweggetjes op zoek naar slachtoffers. Hij berooft echter enkel koetsen en rijke mensen, tutoyeert nooit, en telkenmale als hij 's avonds weer thuis komt heeft hij diep berouw en barst hij in tranen uit voor het portret van zijn moeder. Als hij op een dag een rijke heer probeert te beroven vertelt deze dat zijn dochter Josephine is ontvoerd door de roofridder IJzergreep en dat hij duizend florijnen geeft aan degene die haar kan bevrijden. Hoepsika gaat op pad, zich niet realiserend dat de dochter zich in de onneembare IJzergreepburcht bevindt.
IJzergreep weet de rover gevangen te zetten en vertrekt met Josephine op een plezierreis. Hoepsika weet te ontsnappen door IJzergeeps krijgsknechten te bedotten, en reist hen achterna. In de kromme herberg en daarna in de plezierstad Azaboezze lukt het bijna Josephine te bevrijden, maar telkens komt er iets tussen en gaat IJzergreep er toch met Josephine vandoor.
Net als Hoepsika het wil opgeven en wil besluiten schaapherder te worden, loopt hij toevalligerwijs opnieuw IJzergreep tegen het lijf. Deze keer weet hij met Josephine te ontsnappen door zich bij een ornitholoog binnen te kletsen en diens observatieballon te gebruiken. Hij brengt Josephine naar haar vader terug maar in plaats van de beloning wil hij met haar trouwen. Josephine's vader weigert aanvankelijk maar stemt toe nadat Hoepsika zijn dochter nogmaals redt van IJzergreep, die was teruggekomen om wraak te nemen. 
Gelukkig getrouwd besluit Hoepsika voortaan een eerlijk leven te leiden. Maar het avontuur blijft trekken...